# フィギュアなあなた
『フィギュアなあなた』は、2013年公開の石井隆の原作・脚本・監督の日本映画。R18+指定作品。2013年キネマ旬報ベスト・テン日本映画第11位。
柄本佑が演じるフィギュア好きのオタク青年と、佐々木心音が演じる美少女フィギュアとの奇妙な同居生活を描く。

## ストーリー
孤独な青年の内山健太郎（柄本佑）は上司の及川部長（竹中直人）に怒られてやけ酒をあおり、ガラスバーダンサー（壇蜜）に絡んで店を追い出された。帰りにヨッちゃん（風間ルミ）にボコボコにされ新宿の廃墟ビルに逃げ込む。そこでたくさん廃棄されていたマネキン人形の中の一体とセックスする。追いかけてきたヨッちゃんとそこで廃棄されている覚せい剤を盗んで隠れていたヤクザとの殺し合いになり、健太郎も殺されそうになった時に、突如としてそのマネキンが相手のヤクザを殺してしまう。
健太郎はマネキンを持ち帰り服を着せ体を洗いセックスする生活を続ける。やがてアドバイスに従って麻雀をすると大勝ちするが帰りにトラックに轢かれそうになる。

## 出演
- 内山健太郎：柄本佑
- ココネ：佐々木心音 - マネキン
- ヨッちゃん：風間ルミ - レズのやくざ
- 宏美：桜木梨奈 - ヨッちゃんの女
- 細木：間宮夕貴 - 編集部の同僚
- ガラスバーダンサー：壇蜜
- ヤクザの親分：伊藤洋三郎
- ヤクザの子分：山口祥行
- ヤクザの子分：飯島大介
- 及川部長：竹中直人

## スタッフ
- 監督・原作・脚本：石井隆
- プロデューサー：大森氏勝、阿知波孝
- 音楽：安川午朗
- 撮影：佐々木原保志、山本圭昭
- 照明：祷宮信
- 録音：北村峰晴
- 美術：鈴木隆之